# Comité des intellectuels pour l'Europe des libertés
Le Comité des intellectuels pour l'Europe des libertés (CIEL) est une organisation anti-communiste créée à l’initiative du philosophe Raymond Aron dans le contexte de la guerre froide. Cette association politique avait pour but de dénoncer le régime totalitaire soviétique et le Bloc de l'Est.

## Historique
Le Comité des intellectuels pour l'Europe des libertés est créé le 15 janvier 1978 à l'initiative du Mouvement pour l'indépendance de l'Europe. Le nouveau comité - composé de cent-cinquante intellectuels, créateurs et artistes - proclame une « Europe plurielle ». Eugène Ionesco est le premier président du CIEL.
Alain Ravennes en fut le secrétaire.
Selon l'historien américain Michael Christofferson, ce comité peut être rapproché des organisations Paix et Liberté et du Congrès pour la liberté de la culture, qui avaient des liens avec la CIA.